# 西堀川町
西堀川町（にしほりかわまち）は、石川県金沢市の町名。現行行政地名。

## 地理
浅野川右岸のIRいしかわ鉄道線、北陸新幹線の高架下の小さな町である。

## 小・中学校の学区
市立小・中学校に通う場合、学区は以下のとおりとなる。
| 番・番地等 | 小学校             | 中学校             |
| ---------- | ------------------ | ------------------ |
| 全域       | 金沢市立明成小学校 | 金沢市立長町中学校 |

## 交通

### 鉄道
- IRいしかわ鉄道線
- 北陸新幹線

### バス
町内にバス路線はない。

### 道路
- 石川県道200号向粟崎安江町線